# Man zonder naam
De man zonder naam is de naam die wordt gegeven aan de personages van Clint Eastwood in de films uit de dollarstrilogie van Sergio Leone. Het idee dat de drie films een trilogie zijn en Eastwood in elke film dezelfde persoon speelt, werd bedacht door de Amerikaanse distributeur United Artists. Eastwoods personage wordt in A Fistful of Dollars Joe genoemd, in For a Few Dollars More Manco en in The Good, the Bad and the Ugly Blondie.

## Kenmerken
De man zonder naam heeft kenmerken van de archetypische cowboy: hij is dapper, onafhankelijk, en zeer vaardig in het schieten met een revolver. Tegelijkertijd heeft hij ook een aantal karaktertrekken die duidelijk afwijken van het traditionele cowboy-archetype: hij is niet geïnteresseerd in het dienen van "de goede zaak", maar handelt vanuit geldzucht. In A Fistful of Dollars is hij een huurling, in For a Few Dollars More is hij premiejager en in The Good, the Bad and the Ugly is hij schatjager.
De man zonder naam spreekt weinig, heeft een laconieke houding en weet zich vaak op onverwachte wijze uit moeilijke situaties te redden. Tegenover autoriteiten zoals sheriffs en het leger heeft hij een ambivalente houding; hij dient hen als hem dat past, maar ontvlucht hen als dat beter uitkomt. Alleen met mensen die in uiterste nood verkeren heeft hij compassie. Door deze karaktertrekken is de man zonder naam vergelijkbaar met personages uit de schelmenroman.

## In andere films
Eastwoods vertolking van de man zonder naam heeft invloed gehad op diverse latere westerns. 
In Leones eigen Once upon a Time in the West heeft de rol van Harmonica veel gemeen met Eastwoods vertolkingen. Leone had de rol van Harmonica ook oorspronkelijk aan Eastwood toebedacht, maar Eastwood had geen interesse. De rol ging uiteindelijk naar Charles Bronson.
In Eastwoods eigen High Plains Drifter (1973) is de vreemdeling duidelijk gebaseerd op de man zonder naam uit de Dollarstrilogie. Ook Preacher in Pale Rider (1985), eveneens van Eastwood, heeft veel overeenkomsten met de man zonder naam.